# گی آیکان

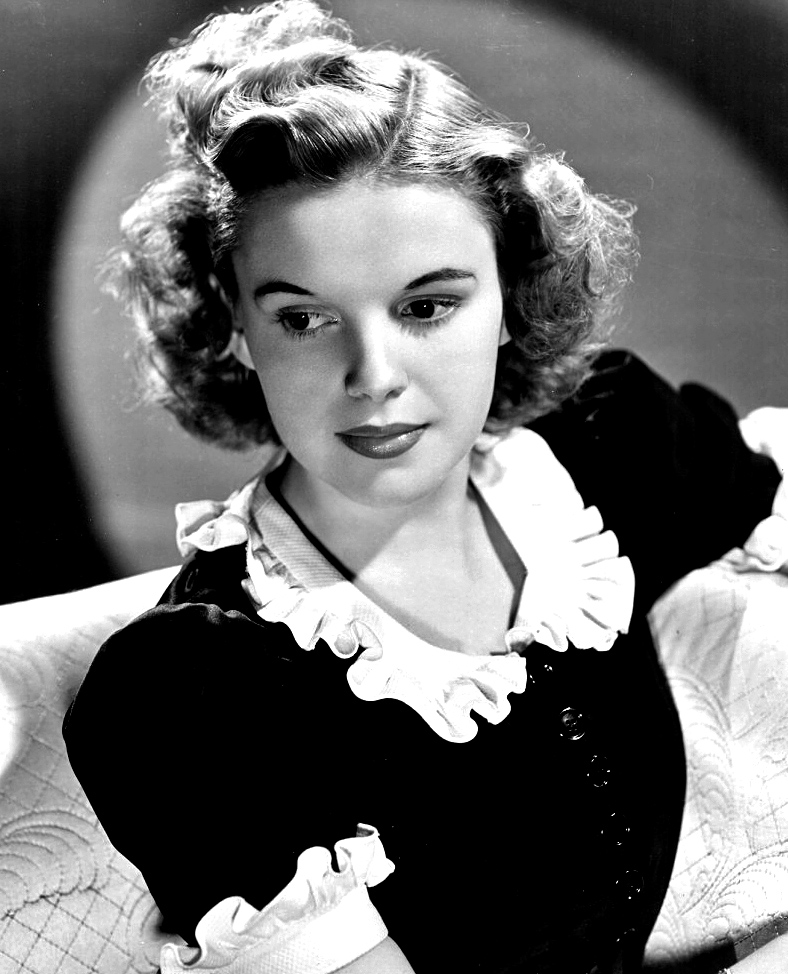
جودی گارلند از شاخص‌ترین نمادهای همجنس‌گرایی است.

گِی آیکان (به انگلیسی: Gay icon) (در فارسی به معنای: نماد همجنس‌گرایی و یا تمثال همجنس‌گرایی)، افراد سرشناسی هستند که در میان بسیاری از دگرباشان (همجنس‌گرایان زن، مرد، دوجنس‌گرایان، و تراجنسیتی‌ها) محبوبیت داشته و از سوی آن‌ها ستایش می‌شوند.
برخی از ویژگی‌های اصلی یک نماد همجنس‌گرایی ممکن است شامل دل‌فریبی، زرق و برق، مقاومت در برابر سختی‌ها، و آندروجینی در سخنرانی باشد. تمثال‌های همجنس‌گرایی ممکن است از هر گرایش جنسی یا با هر جنسیتی باشند. اگر آن‌ها خودشان دگرباش باشند، ممکن است گرایش جنسی‌شان آشکار یا پنهان باشد. اگرچه برخی از نمادهای همجنس‌گرایی مدافع حقوق دگرباشان بوده‌اند، برخی از آن‌ها هم مخالفتشان را با این پدیده عنوان کرده‌اند.
به‌طور تاریخی نمادهای همجنس‌گرایی به این مرتبه ارتقا داده می‌شوند و گرایش جنسیشان در میان تاریخ‌دان‌ها موضوع بحث است. چهره‌های بارز همجنس‌گرایی امروزه بیشتر سرگرم‌کنندگان زن هستند که در طول دورهٔ کاریشان دارای شمار زیادی طرفدار دگرباش هستند. بیشتر نمادهای همجنس‌گرایی در یکی از این دو رده گنجانده می‌شوند، آن‌ها یا یک شهید هستند یا چهرهٔ پاپ.

## برخی از نمادهای همجنس‌گرایی

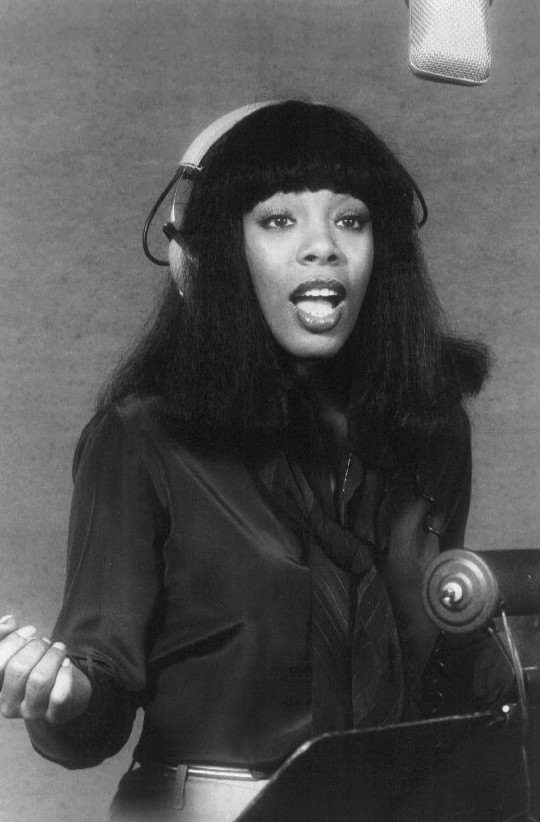
دانا سامر، چهره‌های بارز همجنس‌گرا در دورهٔ محبوبیت موسیقی زیرزمینی دیسکو در میان همجنس‌گرایان

* لیدی گاگا
- بریتنی اسپیرز
- مدونا
- اسکار وایلد
- جرج مایکل
- ماری آنتوانت
- ماریا کالاس
- جودی گارلند
- جیمز دین
- مارلون براندو
- داستی اسپرینگفیلد
- ریکی مارتین
- اوا پرون
- بت دیویس
- دانا سامر
- گلوریا گینور
- فردی مرکوری
- دالی پارتن
- شر
- سیندی لاپر
- الن دی‌جنرس
- خاویر باردم
- کایلی مینوگ
- کریستینا آگیلرا